# نوار غروب آفتاب (فیلم ۲۰۰۰)
نوار غروب آفتاب (انگلیسی: Sunset Strip) یک فیلم در ژانر کمدی-درام است که در سال ۲۰۰۰ منتشر شد.

## بازیگران
- سایمون بیکر
- آنا فریل
- نیک استال
- روری کاکرین
- آدام گلدبرگ
- جرد لتو
- تامی فلاناگان
- جان رندولف
- استفانی رومانوف
- مری‌لین رایسکوب
- دارن ای بوروس
- کریستا آلن
- جودی گریر